# Magec

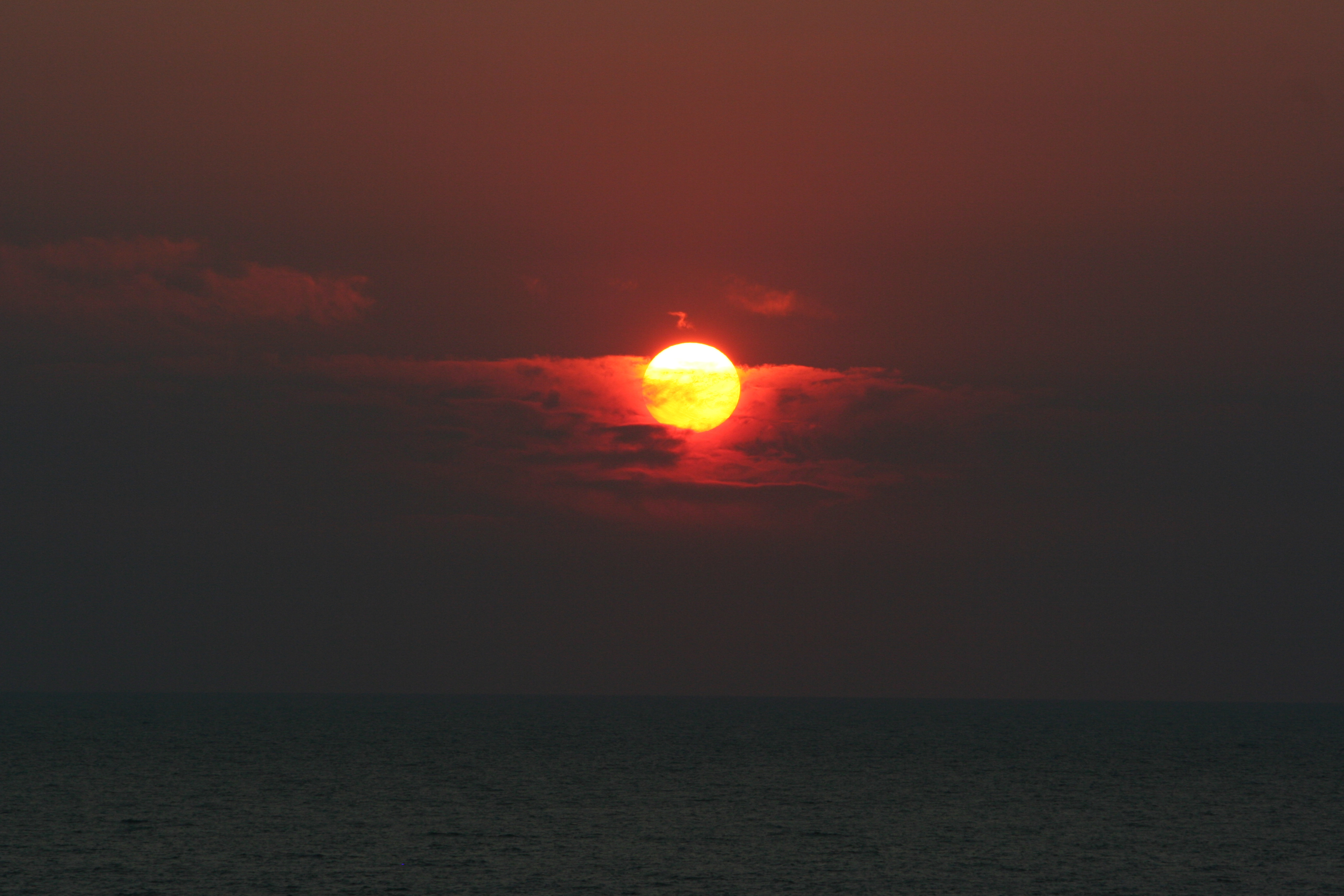
Magec era el nombre dado al sol por los antiguos pobladores de Tenerife y Gran Canaria.

Magec (en tamazight insular: Magheq, 'la/lo que posee resplandor, brillante') era el nombre en guanche que recibía el Sol por parte de las poblaciones aborígenes de las islas de Gran Canaria y Tenerife —Canarias, España—, poseyendo carácter de deidad en la mitología guanche.
Los aborígenes de todas las islas adoraban a los astros, siendo el Sol uno de los principales elementos de su cosmogonía. Sentían una gran devoción por él y era a quien invocaban en sus juramentos sagrados.
Por su parte, los antiguos habitantes de Gran Canaria creían que las almas de los seres humanos eran «hijas de Magec», mientras que para algunos investigadores el término mago con el que se conocía despectivamente a los agricultores tinerfeños proviene del culto que estos le rendían al Sol a fin de obtener buenas cosechas.
Se desconoce con seguridad el género del nombre Magheq así como el de la propia deidad, si bien según la antigua mitología bereber el Sol se percibía como una entidad femenina. A pesar de esto, tradicionalmente se ha considerado a Magec como una divinidad masculina.

## Culto
- Solsticio de invierno (en tamazight insular: Tabburt n Tagrest, literalmente 'Puerta del Invierno'), fue una efeméride de vital importancia dentro del calendario luni-solar de la antigua población amazig de Canarias. Toda una serie de ritos y tradiciones en el ámbito del hogar eran puestos en práctica para atraer la suerte, la abundancia y la salud, y al mismo tiempo repeler el hambre y la enfermedad, durante la apertura anual de esta puerta solar. De esta forma se marcaba el día en que Magheq, nuestro Sol, renacía de la más profunda oscuridad, durante la noche más larga del año. Así mismo, se conmemoraba y honraba el regreso de los espíritus de los antepasados a las tierras de cultivo que, tras la siembra del trigo y la cebada, hacían reverdecer, impregnándolas de la fertilidad que procede del mundo de los Invisibles.[5][6]

- Solsticio de verano (en tamazight insular: Ašu n Magheq, que significa 'Triunfo del Sol'), fue otra celebración del calendario luni-solar para conmemorar la entrada del año nuevo. En la madrugada del 21 de junio se prendían fogaleras y se llevaban a cabo una serie de rituales, entre las que cabe destacar la quema de la tislit baqqiḍ o 'novia vegetal'. Al amanecer saludaban la salida del Sol vertiendo la leche de cabra que portaban en un gánigo y gritando tres veces el Ašu n Magheq.[7]